# لومیسترول
لومیسترول (به انگلیسی: Lumisterol) با فرمول شیمیایی C28H44O یک ترکیب شیمیایی با شناسه پاب‌کم 6436872 است. که جرم مولی آن ۳۹۶٫۶۵ گرم بر مول می‌باشد. 